# C5AR2
O receptor 2 do componente complementar 5a (C5aR2) é uma proteína do sistema do complemento que nos humanos é codificada pelo gene 'C5AR2 no cromossoma 19. É abundantemente expresso no sangue e no baço,predominantemente por células do mieloides.

## Função
As anafilotoxinas C3a e C5a são fragmentos de componentes do complemento 3 (C3) e 5 (C5) gerados pela clivagem proteolítica por C3 convertases e C5 convertases durante a cascata do complemento. São mediadores pró-inflamatórios que se ligam aos receptores de anafilotoxina C3aR, C5aR1 e C5aR2. Os receptores de anafilotoxina são uma família de três proteínas que pertencem à superfamília do receptor acoplado à proteína G. C3aR e C5aR1 ligam-se a C3a e C5a, respetivamente, que medeiam uma grande variedade de efeitos na defesa do hospedeiro, tais como quimioatração, vasodilatação e ativação de células imunitárias. C5aR2 únese a C5a, pero carece de actividade de receptor acoplado á proteína G, e a sua função é menos conhecida.
Inicialmente, pensou-se que o C5aR2 era um recetor de chamada que atuava como um reservatório para o C5a regular negativamente a função do C5aR1.  No entanto, pesquisas mais recentes descobriram funções independentes do C5aR2, como a modulação da resposta imunitária inata em células mieloides,a translocação de C5a para conduzir a migração transendotelial dos neutrófilos, o recrutamento de β-arrestina e modulação da sinalização ERK e modulação do metabolismo lipídico na obesidade pela ligação da C3a-desArg. O C5aR2 tem sido implicado em muitas doenças inflamatórias e infeciosas.